# Club athlétique bizertin
Pour les articles homonymes, voir CAB.
Le Club athlétique bizertin (arabe : النادي الرياضي البنزرتي) ou CAB est un club omnisports tunisien fondé à Bizerte en 1928.

## Histoire
La création du Club athlétique bizertin remonte au 12 juillet 1928. À l'initiative de cette fondation se trouve un groupe de Tunisiens qui très vite donnent une signification politique à leur démarche. Le CAB, contrairement à d'autres clubs (PFCB), est un club constitués d'Arabes et non d'Européens. C'est ce qui lui vaut des tracasseries administratives de toutes sortes (notamment celles qui tentent d'empêcher la création du club), les autorités du protectorat français suspectant dans cette activité qu'est la gestion d'un club de sport, des intentions plus politiques.

## Présidents
- 1928-1932 : Youssef Sfaxi
- 1932-1934 : Salah Makhlouka
- 1934-1939 : Hamda Sfaxi
- 1939-1941 : M. Gerasti[Qui ?]
- 1941-1944 : Néjib Echeikh
- 1944-1946 : Chedly Sfaxi
- 1946-1949 : Hédi Baccouche
- 1949-1950 : Abderrazek Ben Chedly
- 1952-1953 : Salah Annabi
- 1953-1955 : Chedly Mechregui
- 1955-1957 : Abdelkrim Ben Cheikh
- 1957-1958 : Hédi Baccouche
- 1958-1964 : Rachid Terras
- 1964-1965 : Abdelmajid Elmia
- 1965-1966 : Ali Maamer
- 1966-1968 : Abdelmajid Elmia
- 1968-1973 : Sadok Bellakhoua
- 1973-1976 : Larbi Mallakh
- 1976-1977 : Kamel Belkahia
- 1977-1981 : M'hammed Belhaj
- 1981-1982 : Mokhtar Tebourbi puis Moncef Sifaoui
- 1982-1985 : M'hammed Belhaj
- 1985-1986 : Mohamed Salah Gharbi
- 1986-1987 : Hammadi Ben Hammed
- 1987-1989 : Saïd Lassoued
- 1989-1990 : Mohamed Salah Gharbi
- 1990-1994 : Hammadi Baccouche
- 1994-1996 : Mohamed Hédi Bellakhoua
- 1996-1998 : Moncef Ben Gharbia
- 1998-2000 : Khaled Saadi puis Ali Belgaïed Hassine
- 2000-2002 : Ezzedine Karoui
- 2002-2005 : Hichem Sta
- 2005-2009 : Ahmed Karoui
- 2009-2011 : Saïd Lassoued
- 2011-2016 : Mehdi Ben Gharbia
- 2016-2021 : Abdessalam Saidani
- 2021-2022 : Sami Belkahia
- depuis 2023 : Samir Yacoub